# Кресан
Кресан (фр. Creissan) је насеље и општина у јужној Француској у региону Лангдок-Русијон, у департману Еро која припада префектури Безје.
По подацима из 2011. године у општини је живело 1307 становника, а густина насељености је износила 147,02 становника/km². Општина се простире на површини од 8,89 km². Налази се на средњој надморској висини од 54 метара (максималној 201 m, а минималној 73 m).

## Демографија
| 1962. | 1968. | 1975. | 1982. | 1990. | 1999. | 2011. |
| ----- | ----- | ----- | ----- | ----- | ----- | ----- |
| 446   | 475   | 404   | 654   | 861   | 938   | 1.307 |

График промене броја становника у току последњих година